# قائمة معدات البيشمركة
فيما يلي قائمة بالمعدات المستخدمة حاليًا لدى قوات البيشمركة (قوات الأمن الداخلي في إقليم كردستان). وتشمل هذه القائمة الأسلحة الصغيرة، والمركبات، والمدفعية، والمدافع المضادة للطائرات، والطائرات.

## المعدات الحالية

### الدفاع الجوي
| صورة                              | اسم                  | اصل                  | عيار                     | متغير                            | ملحوظات                     |
| مدافع مضادة للطائرات              | مدافع مضادة للطائرات | مدافع مضادة للطائرات | مدافع مضادة للطائرات     | مدافع مضادة للطائرات             | مدافع مضادة للطائرات        |
| --------------------------------- | -------------------- | -------------------- | ------------------------ | -------------------------------- | --------------------------- |
|                                   | وحدة معالجة مركزية   | الاتحاد السوفيتي     | 14.5×114 ملم             | زد بي يو-1 زد بي يو-2 زد بي يو-4 | بعضها مثبت على مركبات فنية. |
|                                   | AZP S-60             | الاتحاد السوفيتي     | 57 مم                    |                                  | بعضها مثبت على مركبات فنية. |
|                                   | 53T2 تاراسك          | فرنسا                | 20 مم                    |                                  | بعضها مثبت على مركبات فنية. |
| مدافع مضادة للطائرات ذاتية الحركة |                      |                      |                          |                                  |                             |
|                                   | زد إس يو-57-2        | الاتحاد السوفيتي     | 57 مم                    |                                  | [ 1 ]                       |
|                                   | AN/TWQ-1 أفنجر       | الولايات المتحدة     | صواريخ ستينغر FIM-92 4/8 |                                  | [ 1 ]                       |

### الطائرات
| صورة              | الطائرات           | أصل               | يكتب              | في الخدمة         | ملحوظات           |
| طائرات الهليكوبتر | طائرات الهليكوبتر  | طائرات الهليكوبتر | طائرات الهليكوبتر | طائرات الهليكوبتر | طائرات الهليكوبتر |
| ----------------- | ------------------ | ----------------- | ----------------- | ----------------- | ----------------- |
|                   | طائرة إيرباص H135  | فرنسا             | ينقل              | 3+                |                   |
|                   | مروحيات MD MD-530F | الولايات المتحدة  | ينقل              | 2+                |                   |

### معدات أخرى
| صورة              | اسم                            | أصل              | يكتب                | كمية          | ملحوظات                                                                     |
| معدات الحماية     | معدات الحماية                  | معدات الحماية    | معدات الحماية       | معدات الحماية | معدات الحماية                                                               |
| ----------------- | ------------------------------ | ---------------- | ------------------- | ------------- | --------------------------------------------------------------------------- |
|                   | خوذة جيفيتشتشيلم M92           | ألمانيا          | خوذة قتالية         | أكثر من 4000  | [ 2 ]                                                                       |
|                   | درع الجسم المعترض              | الولايات المتحدة | درع الجسم           | غير متوفر     | كما هو موضح في بعض الصور.                                                   |
| تمويه             |                                |                  |                     |               |                                                                             |
|                   | الغابات الأمريكية              | الولايات المتحدة | التمويه العسكري     | غير متوفر     | يمكن رؤية قوات البيشمركة مرتدية الزي التمويهي في بعض الصور كما هو موضح هنا. |
|                   | زي التمويه الصحراوي            | الولايات المتحدة | التمويه العسكري     | غير متوفر     |                                                                             |
| الاتصالات         |                                |                  |                     |               |                                                                             |
|                   | أجهزة الراديو المحمولة SEM 52S | ألمانيا          | راديو               | 700           | [ 2 ]                                                                       |
| المعدات التكتيكية |                                |                  |                     |               |                                                                             |
|                   | زايس فيرو Z-51                 | ألمانيا          | جهاز الرؤية الليلية | 680           | [ 2 ]                                                                       |

## معرض الصور

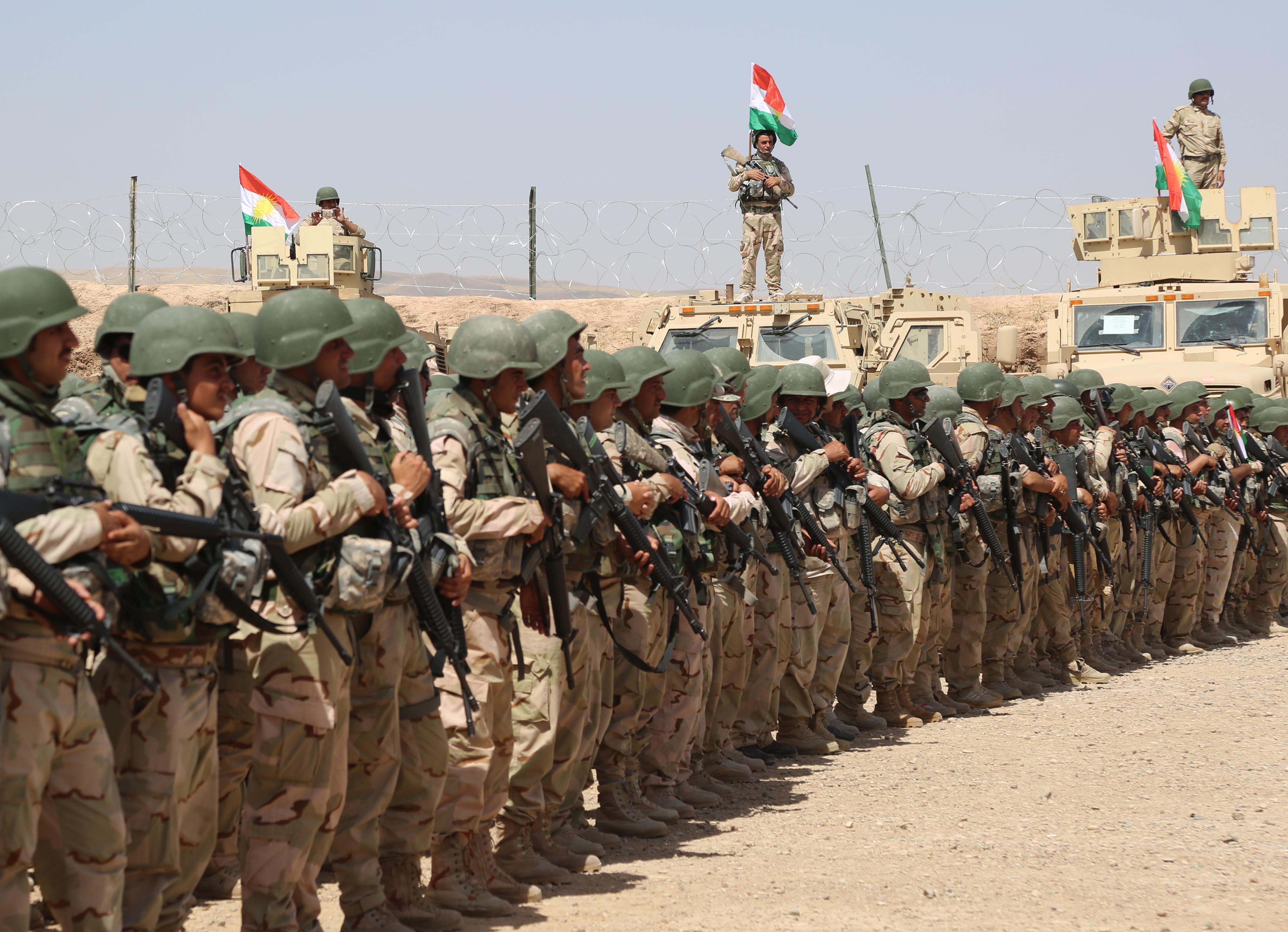
جنود البيشمركة يقفون في التشكيل خلال حفل تخرج دورة اللواء الحديث.
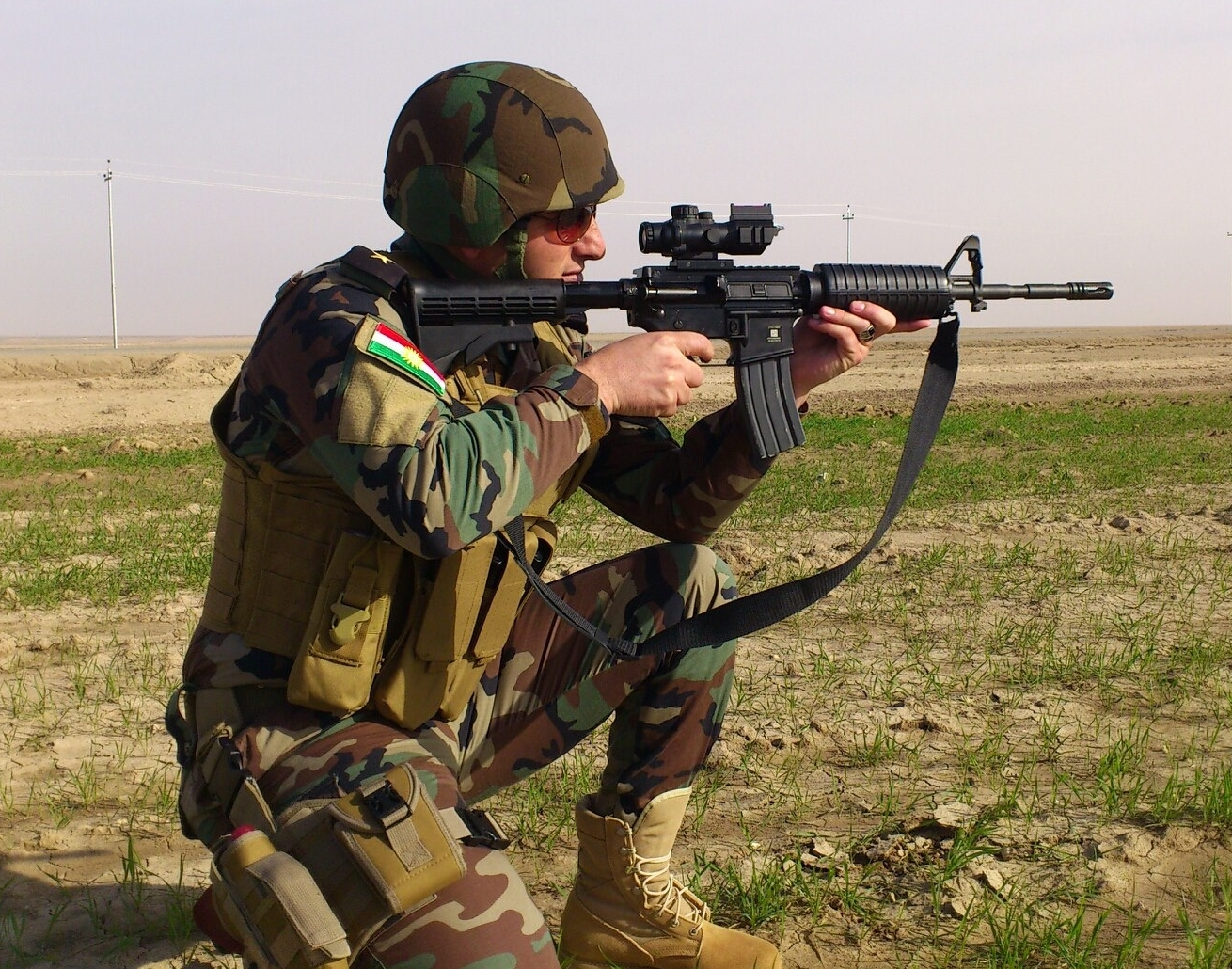
جندي من البيشمركة يستخدم بندقية M4.
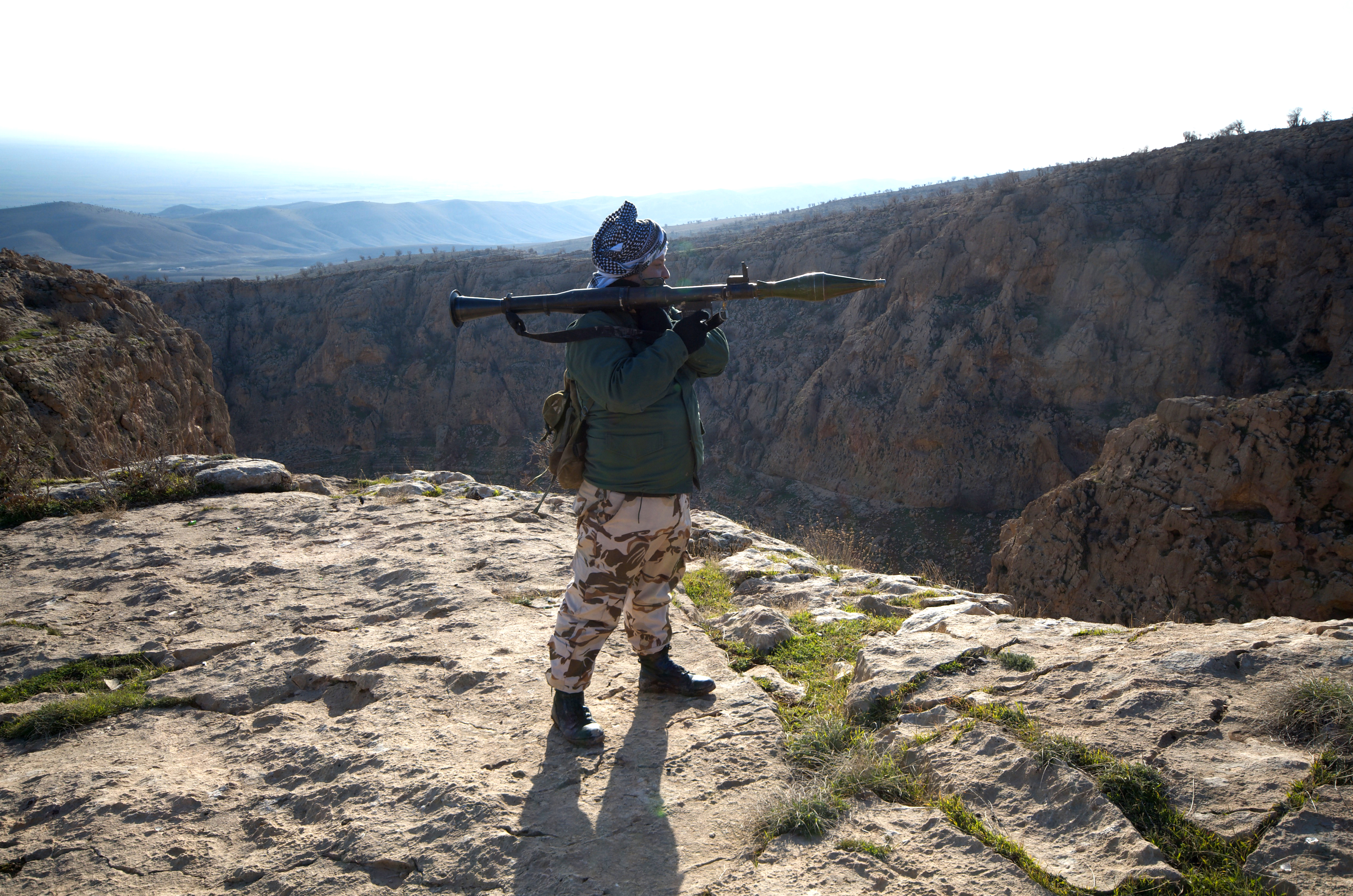
مقاتل من البيشمركة يصوب من خلال صاروخ RPG-7 في سنجار.
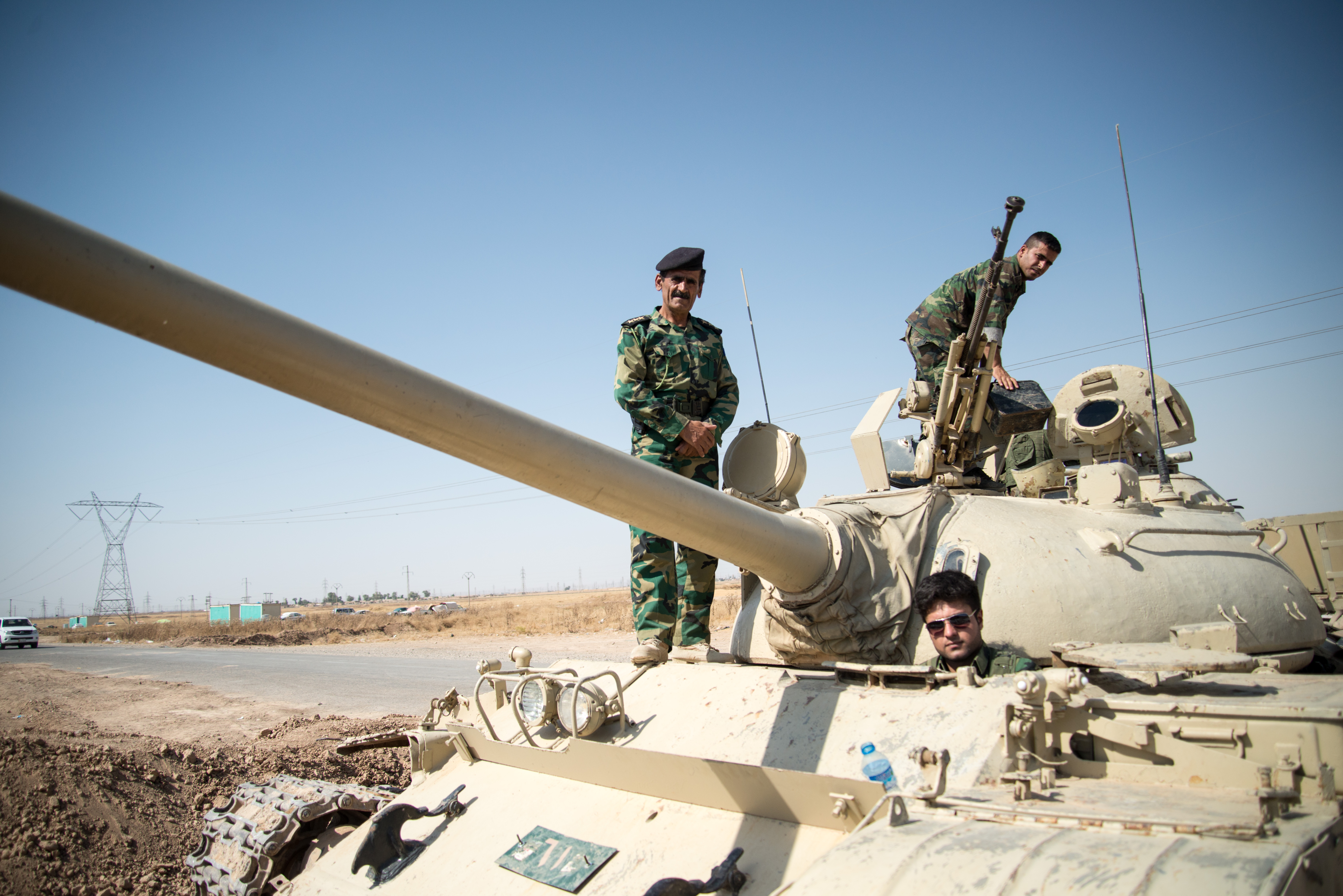
البيشمركة على دبابة T-55 خارج كركوك.
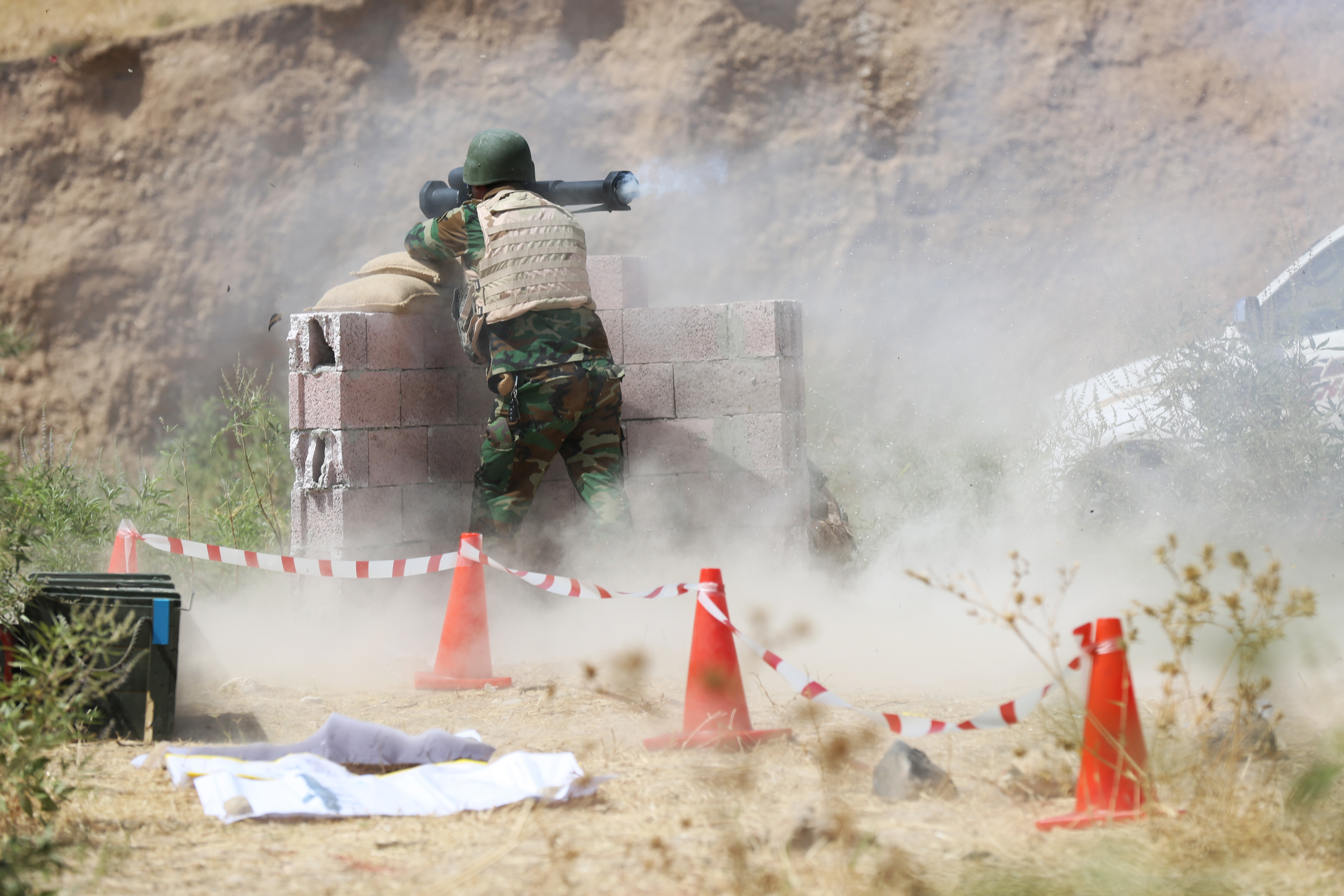
البيشمركة تطلق النار على دبابة بانزرفاوست 3 أثناء التدريب.
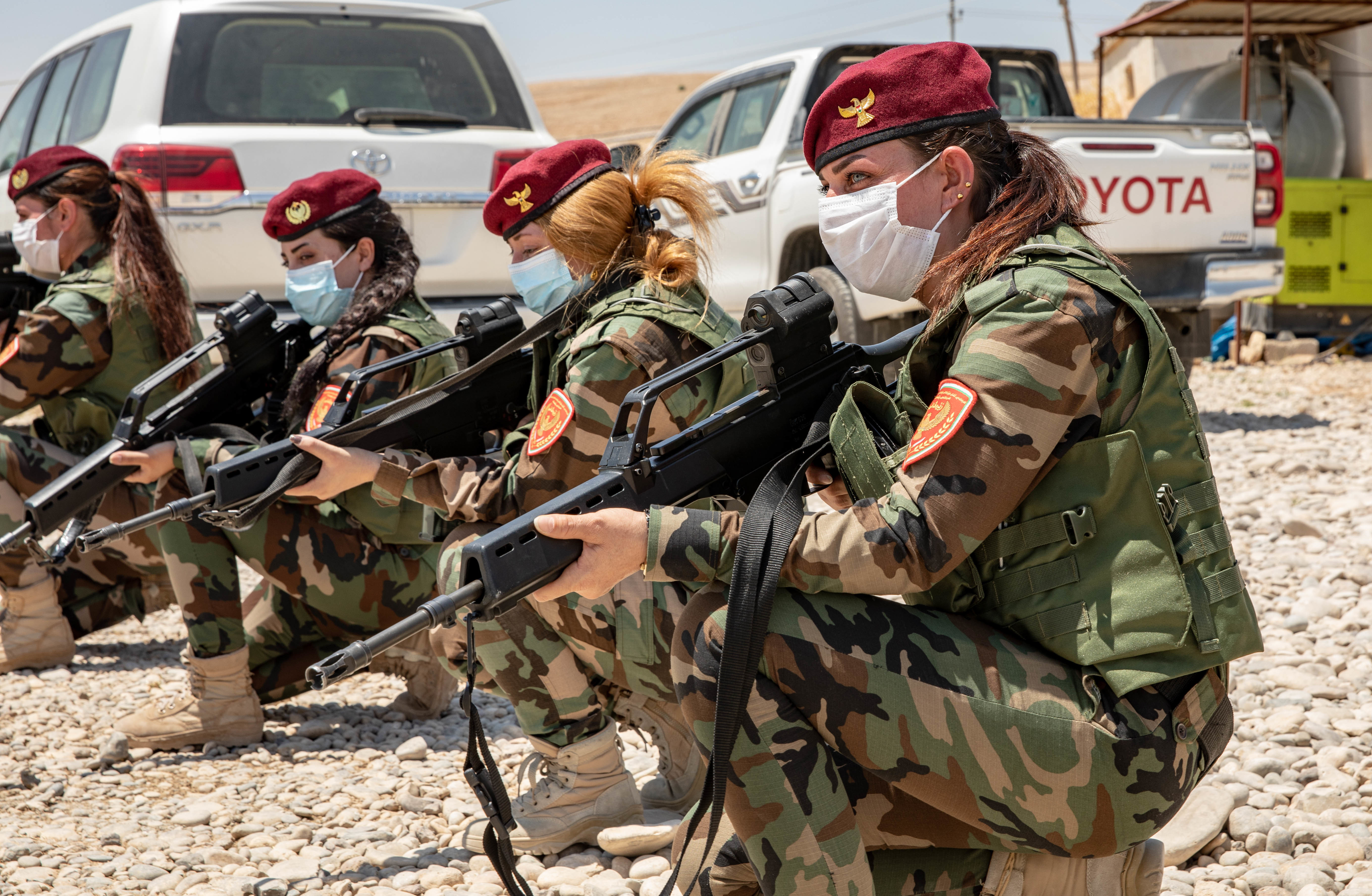
جنديات البيشمركة يتدربن باستخدام أسلحة G36.
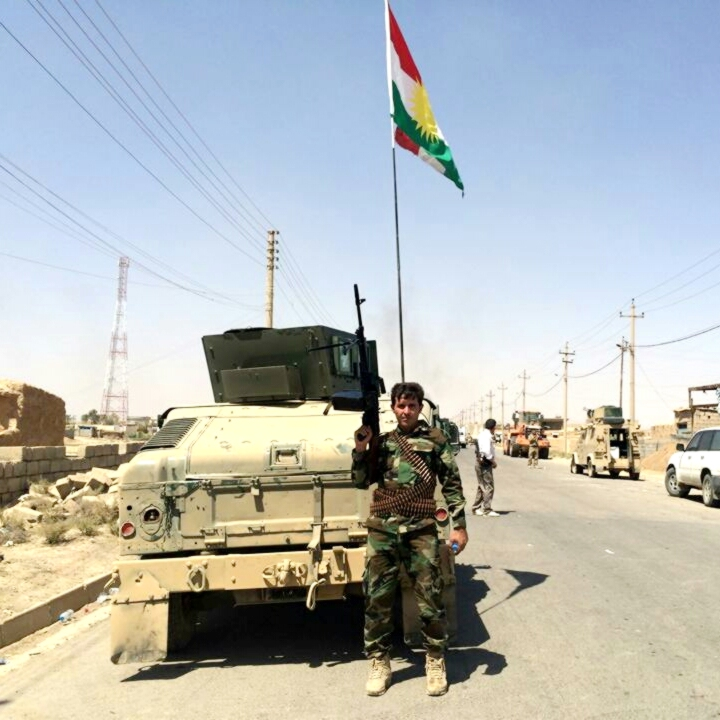
جندي من البيشمركة يقف أمام سيارة همفي .
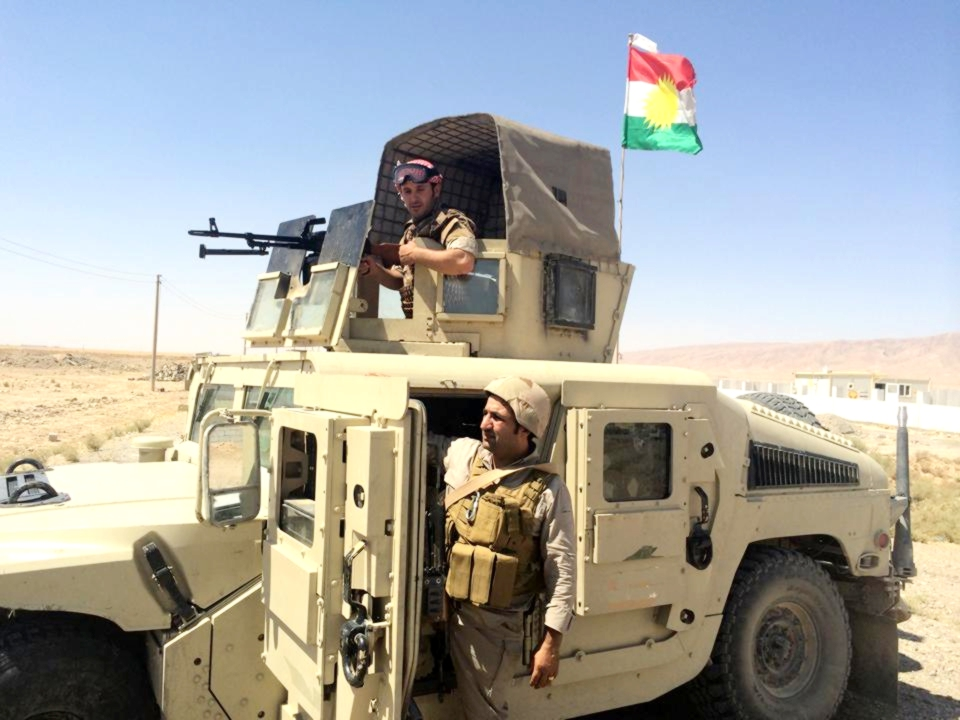
جنود البيشمركة فيسيارة هامفي.

## فهرس
- Holtom, Paul; Rigual, Christelle (14 Jun 2015). "CHAPTER 4. Trade Update: After the 'Arab Spring'". Small Arms Survey 2015: Weapons and the World (بالإنجليزية). دار نشر جامعة كامبريدج: 84−123. Archived from the original on 2025-05-20. Retrieved 2024-08-20.
- International Institute for Strategic Studies (13 Feb 2017). "Chapter Ten: Country comparisons and defence data". The Military Balance (بالإنجليزية). Taylor & Francis. 117 (1): 549–564. DOI:10.1080/04597222.2017.1271217. ISSN:0459-7222. Archived from the original on 2025-01-05. Retrieved 2024-08-20.
- McNab, Chris (2023). The SVD Dragunov Rifle (بالإنجليزية). Bloomsbury Publishing. ISBN:978-1-4728-5599-2. Archived from the original on 2024-12-25.